# Металлическая микрорешётка
Металлическая микрорешётка — синтетический пористый металлический материал, сверхлёгкая форма пенометалла. Имеет плотность вплоть до 0,9 мг/см3 и на момент открытия (2011) являлся одним из легчайших материалов в мире. Разработан командой учёных из HRL Laboratories в сотрудничестве с исследователями Калифорнийского университета в Ирвайне и Калифорнийского технологического института. В целом обладает хорошими свойствами как сверхлёгкий материал, но дорог в производстве.

## Синтез
Для изготовления металлической микрорешётки вначале была приготовлена полимерная форма по новой технологии, которая основана на самораспространяющейся волновой структуре, хотя было отмечено, что могут быть использованы и другие методы для изготовления формы. Ультрафиолетовое (УФ) излучение пропускается через перфорированный  (со множеством отверстий) фильтр в резервуар с УФ-отверждаемой смолой. Так же, как и в оптическом волокне, появляется явление ПВО (полного внутреннего отражения), когда смола вулканизируется в каждом отверстии в форме, образуя тонкое полимерное волокно параллельно направлению излучения. При использовании нескольких лучей света образуется несколько полимеров, которые могут соединяться в один, образуя решётку.
Процесс схож с фотолитографией в том, что он использует двухмерный фильтр для задания начальной структуры формы, но отличается скоростью образования: если стереолитография может занимать часы, создавая полную решетку, то самораспространяющиеся УФ-волны позволяют сформировать структуру за 10—100 секунд. Таким образом разработанный метод, основанный на самораспространяющихся волнах, способствует быстрому образованию больших трёхмерных решёток. Затем форма покрывается тонким слоем металла и фосфора с помощью безэлектродного осаждения и, наконец, форма вытравливается, и остаётся самостоятельно существующая, структурированная монотонная на молекулярном уровне, пористая металлическая с неметаллическими включениями (фосфидная) структура. В первоначальном исследовании в качестве металла микрорешётки был использован никель. По данным, полученным с помощью метода электроосаждения, материал содержит 7% рассеянных атомов фосфора и не содержит осадка.

## Свойства
Металлические микрорешётки состоят из сетки сообщающихся полых трубчатых элементов. Диаметр каждого элемента — около 100 микрометров, толщина его стенки — 100 нанометров. Около 99,99 % объёма готовой структуры занимает воздух, и при подсчёте плотности микрорешётки вес воздуха часто условно исключается. Но если всё же учитывать воздух, находящийся между трубками, то плотность материала составит 2.1 мг/см3 (2.1 кг/м3), что лишь в 1,76 раза больше плотности обычного воздуха при 25 °C.
Сами металлические микрорешётки без воздуха отличаются очень малой плотностью — 0,9 мг/см³, которая была рекордно низкой для твёрдого вещества на 2011 год, но потом были открыты аэрографит (2012) (плотность — 0,2 мг/см3, аэрографен (2013) (плотность — 0,16 мг/см³) и пр. До этого самой низкой плотностью обладали аэрогели — 1,0 мг/см3. Металлические микрорешётки ведут себя как эластомеры и даже после значительного сжатия почти полностью восстанавливают свою форму, в отличие от аэрогеля — это хрупкое, стеклообразное вещество. Такое эластомерное свойство металлических микрорешёток позволяет использовать их как эффективные амортизаторы. Интересно, что Модуль Юнга Е металлических микрорешёток пропорционален квадрату плотности (E ~ ρ²), что отличается от кубической зависимости (E ~ ρ³), характерной для аэрогелей и пены из углеродных нанотрубок.

## Применение
Металлические микрорешётки, возможно, найдут применение в качестве тепловых и виброизоляторов (амортизаторов и т. д.), аккумуляторных электродов и носителей катализатора. Способность сжиматься и возвращаться в своё первоначальное состояние позволяет использовать этот материал для накопления энергии с помощью их упругости.